# Biserica „Sfântul Nicolae” din Chiriet-Lunga
Biserica „Sf. Nicolae” este o biserică amplasată în Chiriet-Lunga, Găgăuzia, Republica Moldova. Este un monument arhitectural de importanță națională inclus în Registrul monumentelor Republicii Moldova ocrotite de stat cu nr. 16 (raionul Basarabeasca). Datează din 1864.